# Motor termomagnetic
Motorul termomagnetic este un motor care lucrează prin încălzirea unui material feromagnetic deasupra punctului Curie când se demagnetizează. Experimentele au produs doar prototipuri de lucru extrem de ineficiente.  Principiul motorului termomagnetic a fost studiat ca un posibil actuator în așa-numitele materiale „inteligente”. 